# کارگر مهاجر

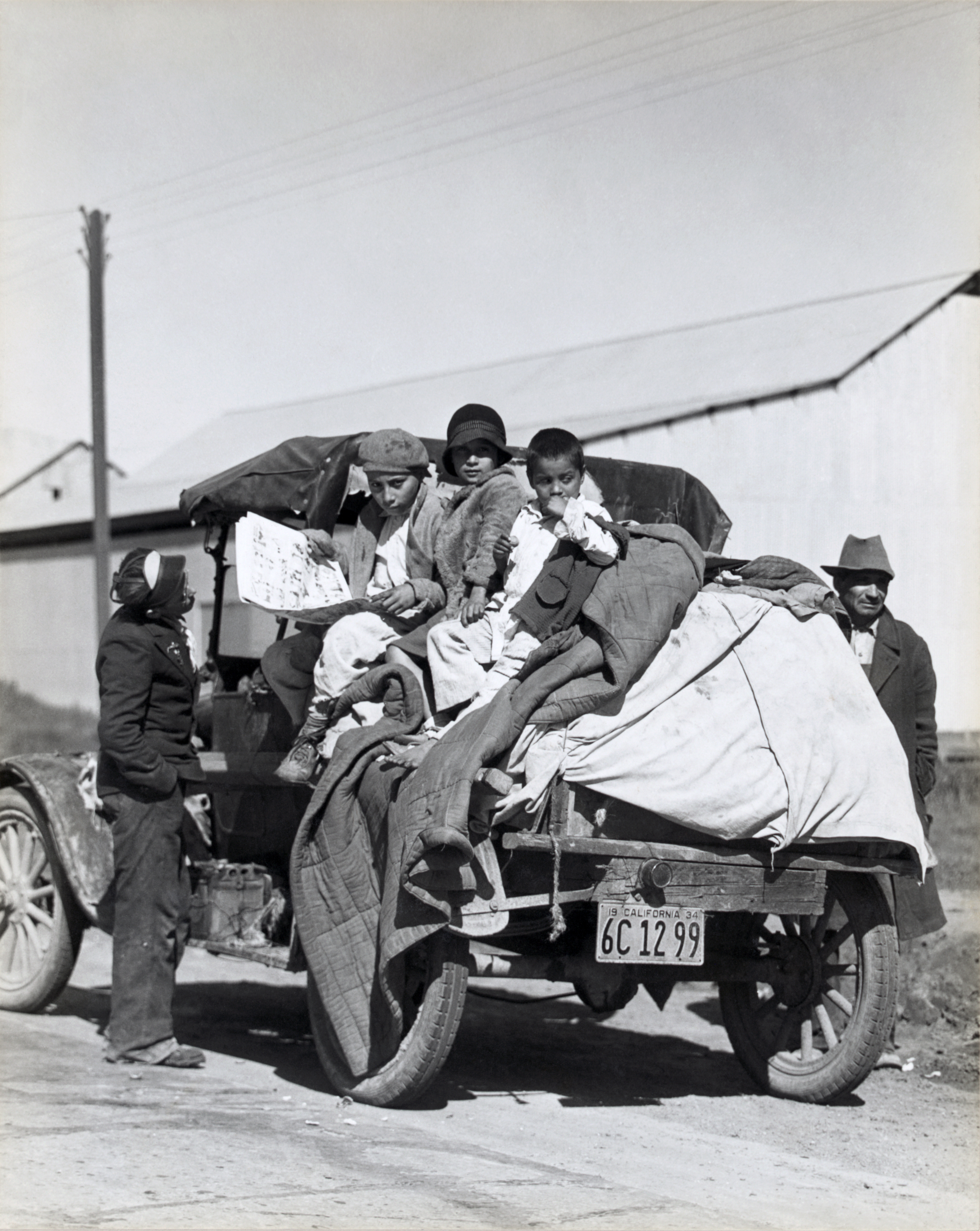
کارگران مهاجر در کالیفرنیا ۱۹۳۵

کارگر مهاجر (انگلیسی: Migrant worker) فردی است که اقدام به مهاجرت در داخل سرزمین خود یا به خارج از کشور می‌کند تا به مشاغلی از جمله کارهای فصلی بپردازد. کارگران مهاجر معمولاً به صورت دائم در یک منطقه یا کشور کار نمی‌کنند.
کارگران مهاجر که خارج از مرزهای خود کار می‌کنند، ممکن است تحت عنوان کارگر خارجی یا کارگر مهاجر به کار گرفته شوند. به‌خصوص وقتی قبل از خروج از کشور از طرف کشور میزبان دعوت نامه دریافت کرده باشند.
سازمان بین‌المللی کار اعلام کرد که قریب به ۲۳۲ میلیون کارگر مهاجر در سال ۲۰۱۴ در سراسر جهان وجود داشته که حداقل ۱۲ ماه سال را در خارج از کشور خود مشغول به کار بوده‌اند. قریب به نیمی از این کارگران فعالیت اقتصادی دارند (یعنی استخدام شده‌اند یا به دنبال استخدام شدن هستند) برخی از کشورها میلیون‌ها کارگر مهاجر را در استخدام دارند. برخی از کارگران مهاجر نیز ممکن است به صورت غیرقانونی وارد بازار کار کشورهای دیگر بشوند یا به عنوان برده مورد استفاده قرار گیرند.

## تعریف سازمان ملل متحد
«کنوانسیون بین‌المللی حمایت از حقوق تمامی کارگران مهاجر و اعضای خانواده‌های آنان» کارگر مهاجر را به صورت زیر تعریف می‌کند:
اصطلاح «کارگر مهاجر» به شخصی گفته می‌شود که مشغول کار یا مشغول کار در کشوری غیر از وطن خود بوده‌است.
این کنوانسیون توسط مکزیک، برزیل، فیلیپین در سازمان ملل متحد به تصویب رسید (بسیاری ار کشورها که کارگر خارجی دارند آن را امضا کرده‌اند) اما ایالات متحده، آلمان و ژاپن آن را تصویب نکرده‌اند (این در میان کشورهایی است که کارگر خارجی را به خدمت می‌گیرند).

## کارگر زن مهاجر
بنا به گفته سازمان بین‌الملی کار، ۴۸ درصد کل مهاجران بین‌المللی زنان هستند و شکل روزافزونی به هدف کار کردن مهاجرت می‌کنند. در اروپا تنها ۳ میلیون کارگر زن مهاجر وجود دارد. در سالهای ۱۹۷۰ و ۱۹۸۰ کشورهای فرانسه و بلژیک شاهد افزایش کارگران زن مهاجر بودند. در چین تا سال ۲۰۱۵ یک سوم کارگران مهاجر زنان بودند، که از مناطق روستایی در جستجوی اشتغال به کار به شهرهای بزرگ مهاجرت کردند. کارگران مهاجر زن در مشاغل داخلی به کار گرفته می‌شوند که به دلیل شغلهای غیررسمی و عدم مدیریت از حفاظت دولت برخوردار نیستند.حداقل دستمزد را دریافت کرده و حقوقشان در خصوص زمان کار رعایت نمی‌شود. میزان دستمزدشان پایین‌تر از مردان است، چرا که آن‌ها را به عنوان منبع درآمد خانواده در نظر نمی‌گیرند.

## حقوق کارگران مهاجر
«جنبش مردم برای آموزش حقوق بشر (PDHRE)» فهرست حقوق کارگران مهاجر را در ۱۶ محور تنظیم کرده‌است.